# Renfield (film)
Renfield è un film del 2023 diretto da Chris McKay.
Il film ha per protagonisti Nicholas Hoult e Nicolas Cage, rispettivamente nei ruoli di Renfield e Dracula.

## Trama
All'inizio del XX secolo, il vampiro della Transilvania Conte Dracula incontra l'avvocato inglese R. M. Renfield. Renfield spera di mediare un accordo sulla terra e, dopo aver dimostrato di essere un utile assistente, finisce per diventare il famiglio di Dracula, il che gli garantisce l'immortalità, la super forza e la velocità quando consuma insetti.
Novant'anni dopo, Renfield si è stancato di portare le vittime a Dracula e di subire abusi da parte di quest'ultimo. Di recente hanno avuto un incontro ravvicinato con dei cacciatori di vampiri che hanno quasi ucciso il conte, così il duo si trasferisce a New Orleans per riprendersi. Lì, Renfield scopre un gruppo di auto-aiuto in 12 passi per persone in relazioni codipendenti. Rintraccia uno degli amanti violenti del membro del gruppo in modo da poterlo dare a Dracula senza provare rimorso. Ma durante il rapimento, vengono attaccati da un assassino assoldato dalla famiglia criminale rivale Lobo, che Renfield uccide.
Il capo dell'assassino, Teddy Lobo, si allontana in fretta e furia e si imbatte in un posto di blocco per la sobrietà gestito dall'agente di polizia Rebecca Quincy, che arresta Teddy. Alla stazione di polizia, Teddy viene rilasciato dalla custodia da agenti di polizia corrotti, mentre Rebecca ha un confronto con sua sorella Kate, un'agente dell'FBI.
Dracula dice a Renfield che i criminali che ha portato come cibo sono insufficienti, e che il vampiro desidera invece il sangue dei puri. Renfield si reca in un ristorante per rapire della gente comune, mentre Rebecca viene condotta lì da indizi provenienti dalla scena del crimine. I due sono coinvolti in un attacco alla vita di Rebecca che Teddy è stato costretto a fare. Invece, Renfield e Rebecca si difendono, uccidendo diversi membri della banda e portando Teddy a fuggire.
La madre di Teddy, Bellafrancesca, gli ordina di dare la caccia all'uomo che ha ucciso i suoi soldati, e finisce per incontrare Dracula quando Renfield è via. I due decidono di formare un'alleanza, mentre Renfield ha preso a cuore gli insegnamenti del suo gruppo di auto-aiuto e decide di costruirsi una vita separato dal suo maestro. Sistemando un appartamento e cambiando il suo atteggiamento in uno di disponibilità, Renfield fa una dichiarazione alla polizia per aiutarli a fermare finalmente i Lobos. Tuttavia, Dracula viene a sapere del tradimento di Renfield e massacra i membri del gruppo di supporto di fronte al suo ex servitore.
Rebecca appare e trova Renfield circondato da cadaveri, costringendola ad arrestarlo fino a quando non viene assalita da agenti di polizia corrotti e dai Lobos, che vogliono vendicarsi di Renfield. Rebecca si rifiuta di consegnare Renfield e riesce a malapena a fuggire con lui. La mattina dopo, Rebecca scopre che Renfield le ha salvato la vita, e lui spiega la sua vera origine confermando di volersi riformare. I due combattono contro un gruppo di poliziotti corrotti e scagnozzi di Lobo che arrivano nell'appartamento per ucciderli e fuggire, ma dopo aver tentato di chiamare Kate, Rebecca scopre che la sorella è stata presa in ostaggio da Dracula e Bellafrancesca. Lei e Renfield accumulano armi e insetti per prendere d'assalto il quartier generale dei Lobos, solo per scoprire che Dracula ha potenziato oltre una mezza dozzina di membri della banda, tra cui Teddy, per avere tutte le abilità soprannaturali di Renfield.
Renfield uccide Teddy e i membri della banda mentre Rebecca si dirige per fermare Dracula, solo per scoprire che Kate è stata picchiata a morte e solo le proprietà curative del sangue di Dracula possono salvarla, cosa che offrirà in cambio della lealtà di Rebecca. Inganna Dracula e lo ferisce esponendolo alla luce del sole, portandolo ad avere uno scontro finale con Renfield e Rebecca che termina con i due che lo catturano in un cerchio magico.
Renfield e Rebecca hanno fatto a pezzi Dracula con le armi della galleria delle torture della famiglia Lobo, insieme a molti metodi di indebolimento dei vampiri. Quindi racchiudono i pezzi nel cemento e li spargono nel sistema idrico della città. Kate viene guarita, Bellafrancesca viene arrestata e Renfield resuscita i suoi amici del gruppo di auto-aiuto con il sangue di Dracula, sentendosi autorizzato a costruirsi una nuova vita.

## Produzione
Il film è basato su un'idea originale del fumettista Robert Kirkman.
Inizialmente, nel novembre 2019, il regista scelto per il progetto era Dexter Fletcher; nell'aprile 2021 venne sostituito da Chris McKay.
Le riprese, iniziate il 3 febbraio 2022 a New Orleans, sono terminate il 14 aprile dello stesso anno.
Il budget del film è stato di 65 milioni di dollari.

## Promozione
Il primo trailer del film è stato diffuso il 5 gennaio 2023.

## Distribuzione
La pellicola è stata presentata in anteprima all'Overlook Film Festival il 30 marzo 2023 e distribuita nelle sale cinematografiche statunitensi a partire dal 14 aprile, mentre in quelle italiane dal 25 maggio.

### Divieti
Negli Stati Uniti il film è stato vietato ai minori di 17 anni non accompagnati da adulti.

## Accoglienza

### Incassi
Il film ha incassato 17297895 $ in Nordmerica e 9196026 $ nel resto del mondo, per un totale di 26493921 $.

### Critica
Sull'aggregatore Rotten Tomatoes il film ha il 58% delle recensioni professionali positive con un voto medio di 5.8 su 10 basato su 304 critiche, su Metacritic ha un punteggio di 53 su 100 basato su 49 critiche.

## Riconoscimenti
- 2024 – Saturn Award[11][12]
  - Miglior attore non protagonista a Nicolas Cage
  - Candidatura al miglior film horror
  - Candidatura alla miglior colonna sonora a Marco Beltrami
  - Candidatura al miglior trucco a Christien Tinsley
  - Candidatura alla miglior scenografia a Alec Hammond